# Take Me to the Clouds Above
"Take Me to the Clouds Above" é uma canção conjunta da banda de dance music inglesa LMC e da banda de rock irlandesa U2. A canção alcançou a posição de número #1 no Reino Unido em fevereiro de 2004, e de várias paradas da Europa.
A canção é um cover do hit de 1985 da cantora norte-americana Whitney Houston da canção "How Will I Know" e junto, contém amostras do hit de 1987 da banda irlandesa U2 da canção "With or Without You".

## Faixas

### CD-Maxi[3]
| N.º | Título                                             | Duração |  |
| 1.  | "Take Me to the Clouds Above" (Radio Edit)         | 2:51    |  |
| 2.  | "Take Me to the Clouds Above" (Mash Up Kids Remix) | 7:47    |  |
| 3.  | "Take Me to the Clouds Above" (Extended)           | 7:37    |  |
| 4.  | "The Feeling"                                      | 4:12    |  |

### Promo - CD-Maxi[3]
| N.º | Título                                                 | Duração |  |
| 1.  | "Take Me to the Clouds Above" (Radio Edit)             | 2:51    |  |
| 2.  | "Take Me to the Clouds Above" (The Mash Up Kids Remix) | 7:44    |  |

## Paradas e posições
| Paradas (2004)                 | Melhor posição | Semanas |
| ------------------------------ | -------------- | ------- |
| Austrália Singles Chart        | 7              | 11      |
| Áustria Singles Chart          | 8              | 14      |
| Bélgica Ultratop 50 (Flanders) | 16             | 11      |
| Dinamarca Singles Chart        | 9              | 14      |
| Países Baixos Singles Chart    | 16             | 13      |
| França Singles Chart           | 21             | 13      |

| Paradas (2004)        | Melhor posição | Semanas |
| --------------------- | -------------- | ------- |
| Irlanda Singles Chart | 3              | 13      |
| Itália Singles Chart  | 17             | 1       |
| Noruega Singles Chart | 18             | 4       |
| Suécia Singles Chart  | 21             | 10      |
| Suíça Singles Chart   | 41             | 10      |
| UK Singles Chart      | 1              | -       |